# Krimvallört
Krimvallört (Symphytum tauricum) är en strävbladig växtart som beskrevs av Carl Ludwig von Willdenow. Enligt Catalogue of Life ingår Krimvallört i släktet vallörter och familjen strävbladiga växter, men enligt Dyntaxa är tillhörigheten istället släktet vallörter och familjen strävbladiga växter. Arten har ej påträffats i Sverige. Inga underarter finns listade i Catalogue of Life.